# Le Deschaux
Le Deschaux ist eine französische Gemeinde mit 1030 Einwohnern (Stand 1. Januar 2022) im Département Jura in der Region Bourgogne-Franche-Comté. Sie gehört zum Arrondissement Dole und zum Kanton Tavaux. Le Deschaux grenzt im Nordosten an Villers-Robert, im Südosten an Tassenières, im Südwesten an Gatey, im Westen an Balaiseaux und im Nordwesten an Rahon.

## Bevölkerungsentwicklung
| Jahr                       | 1962 | 1968 | 1975 | 1982 | 1990 | 1999 | 2008 | 2017 |
| Einwohner                  | 539  | 554  | 561  | 697  | 757  | 786  | 918  | 1021 |
| Quellen: Cassini und INSEE |      |      |      |      |      |      |      |      |

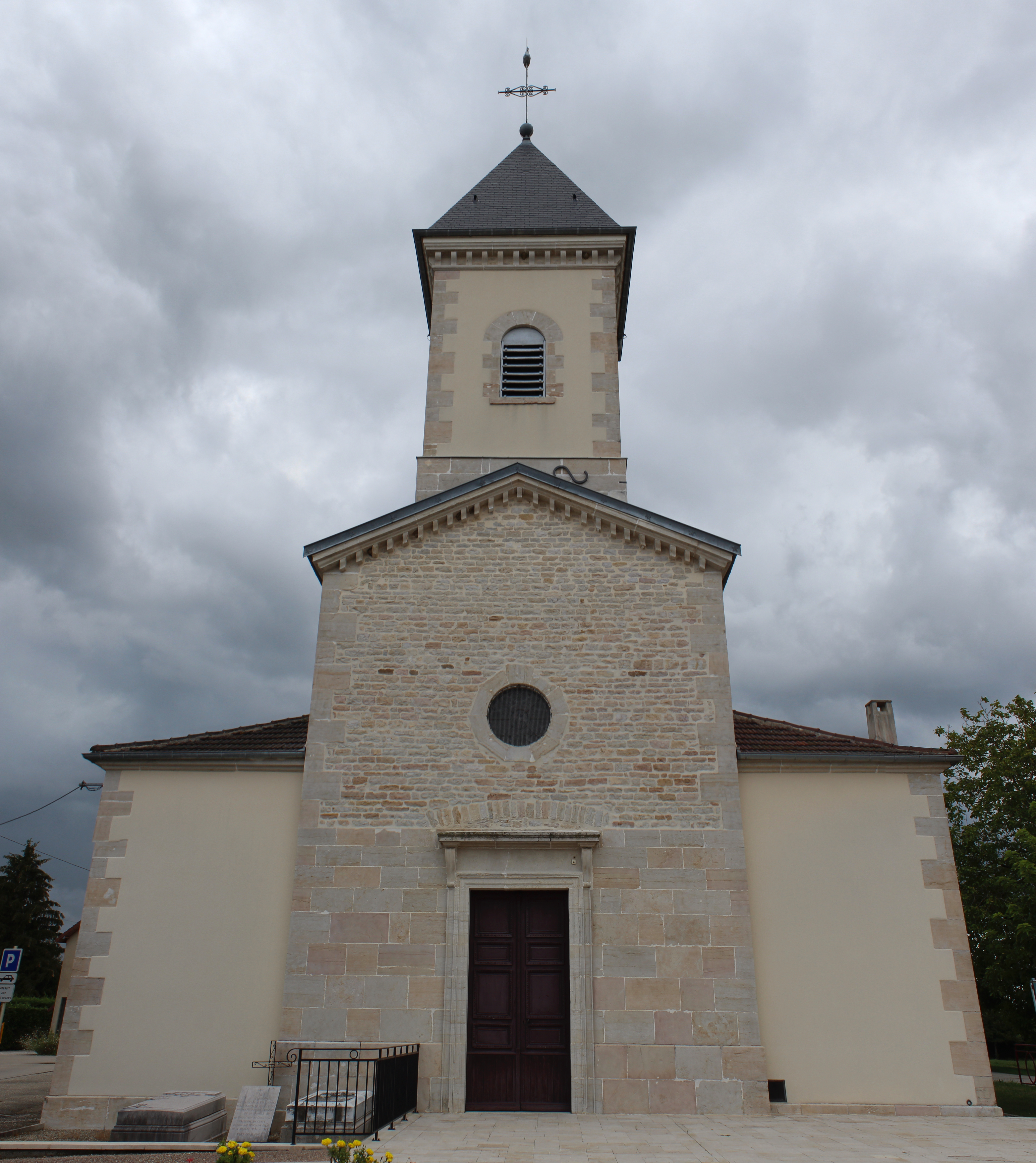
Kirche Mariä Geburt